# Первый человек (роман)
«Первый человек» (фр. Le Premier Homme) — неоконченный автобиографический роман французского писателя и философа Альбера Камю, опубликован посмертно в 1994 году.
Четвёртого января 1960 года Альбер Камю погиб в автокатастрофе. Черновая рукопись «Первого человека» была обнаружена в его дорожной сумке. Рукопись была подготовлена к публикации его дочерью Катрин Камю спустя 34 года после смерти автора.
Помимо самой рукописи публикация включает приложения, в числе которых письмо, которое Камю после вручения ему Нобелевской премии отправил своему учителю Луи Жермену, и последнее письмо Луи Жермена Камю.
Роман был опубликован при помощи дочери Камю от второго брака — Катрин в 1994 году, а также при помощи издательства «Галлимар». Роман посвящён матери Камю: «Тебе, которая никогда не сможет прочесть эту книгу».

## Краткое содержание
Роман охватывает жизнь Жака Кормери от рождения до его учёбы в лицее в Алжире. Это повествование о простых и важных вещах: детстве, отрочестве, силе солнца и моря, мучительной любви сына к его матери, поиске потерянного отца… Но также оно — и об истории колонистов в обширном и не всегда гостеприимном африканском ландшафте, о сложных взаимоотношениях страны-«матери» со своими колонистами; о глубоких эффектах войны и политической революции. Но что наиболее важно, Первый человек вновь возвращает Камю к жизни, даёт нам видение человека — внутреннее и ранимое — которое никогда раньше не раскрывалось.

## Экранизация
В 2011 году режиссёром Джанни Амелио по мотивам романа был снят одноимённый фильм. Премьера состоялась 9 сентября 2011 на международном кинофестивале в Торонто.